# Fêtes mobiles dans le rite byzantin
À la fête de Pâques, moment central du culte chrétien, sont associées de nombreuses fêtes mobiles. Plusieurs des fêtes liées à Pâques sont communes à l'Église romaine et aux Églises d'Orient (avec des dates différentes dues aux différences de calendriers), mais de nombreuses autres sont propres à chaque rituel.

## Les fêtes liées à Pâques dans le rite byzantin
Les Églises d'Orient – Églises orthodoxes et Églises catholiques de rite byzantin – suivent le calendrier julien pour ce qui concerne les fêtes mobiles liées à Pâques. Les dates relatives à Pâques sont à considérer en calendrier julien.
Le jour de Pâques est noté P. P - 1 désigne le jour précédent, c'est-à-dire le Samedi saint, etc.
| Nom                                                                            | Note | Écart à Pâques    |
| ------------------------------------------------------------------------------ | --- | ----------------- |
| Dimanche du Pharisien et du Publicain. Triode                                  | Début d'une période de dix semaines avant Pâques. Premier dimanche du pré-carême. Début de la Semaine de la viande. | P - 70            |
| Dimanche du Fils prodigue. Septuagésime                                        | Second dimanche du pré-carême.                                                                                      | P - 63            |
| Dimanche du Jugement dernier. Sexagésime                                       | Début du Carnaval. Fin de la consommation de la viande. Début de la semaine de la tyrophagie.                       | P - 56            |
| Dimanche du Pardon ou dimanche de l'expulsion d'Adam du Paradis. Quinquagésime | Fin du Carnaval le dimanche soir.                                                                                   | P - 49            |
| Lundi pur                                                                      | Jour de purification. Début du grand carême                                                                         | P - 48            |
| Dimanche de l'Orthodoxie                                                       | Adoration des icônes et célébration de la victoire de l'orthodoxie                                                  | P - 42            |
| Dimanche des Reliques ou dimanche de Grégoire Palamas                          | | P - 35            |
| Dimanche de la Croix                                                           | Mi-carême, encouragement dans l'effort                                                                              | P - 28            |
| Dimanche de Jean Climaque                                                      | | P - 21            |
| Jeudi du Grand Canon d'André de Crète                                          | | P - 17            |
| Samedi de l'Acathiste                                                          | | P - 15            |
| Dimanche de Marie l'Égyptienne                                                 | | P - 14            |
| Vendredi veille de Lazare                                                      | | P - 9             |
| Samedi de Lazare                                                               | | P - 8             |
| Dimanche des Rameaux                                                           | | P - 7             |
| Jeudi saint                                                                    | | P - 3             |
| Vendredi saint                                                                 | | P - 2             |
| Samedi saint                                                                   | Fin du grand carême                                                                                                 | P - 1             |
| Pâques                                                                         | | P                 |
| Octave de Pâques ou Semaine radieuse                                           | Huit jours qui (Pâques inclus) suivent Pâques                                                                       | P à P + 7         |
| Dimanche de Quasimodo ou dimanche de Thomas                                    | Fin de l'octave de Pâques                                                                                           | P + 7             |
| Radonitsa                                                                      | Fête des défunts (second mardi ou, parfois, second lundi après Pâques)                                              | P + 8 ou P + 9    |
| Dimanche des Myrrhophores                                                      | | P + 14            |
| Dimanche du Paralytique                                                        | | P + 21            |
| Mercredi de mi-Pentecôte                                                       | | P + 24            |
| Dimanche de la Samaritaine                                                     | | P + 28            |
| Mercredi de l'apodose de la mi-Pentecôte                                       | | P + 31            |
| Dimanche de l'Aveugle-né                                                       | | P + 35            |
| Ascension                                                                      | | P + 39            |
| Dimanche des Saints Pères                                                      | | P + 42            |
| Samedi des défunts                                                             | | P + 48            |
| Pentecôte                                                                      | | P + 49            |
| Jour de l'Esprit Saint                                                         | Lundi qui suit la Pentecôte                                                                                         | P + 50            |
| Dimanche de tous les Saints                                                    | [ 2 ] | P + 56            |
| Jeûne des apôtres                                                              | S'achève le 29 juin (calendrier julien) par la fête des apôtres Pierre et Paul                                      | P + 57 au 29 juin |